# Hans-Ulrich Weigel
Hans-Ulrich Weigel (auch Ulli Weigel; * 13. November 1944 in Eberbach) ist ein deutscher Schlagertexter und Musikproduzent.

## Leben
Nach eigenen Angaben spielte Weigel Mitte der 1960er Jahre in einer Rockband, die englischsprachige Titel coverte. Da seine Bandkollegen kein Englisch konnten, schrieb er deutsche Texte für die Stücke. Als die Band ein Demo an die Plattenfirma Hansa schickte, war die vorrangig an dem Texter interessiert und lud Weigel nach Berlin ein.
Zu seinen ersten Arbeiten gehörte Mein schönster Tag für Agnetha Fältskog (die später als Teil von ABBA bekannt wurde), eine deutsche Coverversion von Between these arms, das im Original von Percy Sledge gesungen wurde.
Seine beiden größten Hits waren Am Tag, als Conny Kramer starb für Juliane Werding und Rocky für Frank Farian. Beide Stücke sind Coverversionen US-amerikanischer Folk-Stücke (The Night They Drove Old Dixie Down von The Band, auch bekannt in der Version von Joan Baez, sowie Rocky, im Original gesungen von Dickey Lee), und beide behandeln das in Schlagertexten eher selten vorkommende Thema Tod. Wie ein Rezensent bemerkt, nimmt es Weigel mit den Kausalzusammenhängen nicht allzu genau, so lässt er Conny Kramer „nach der Einnahme eines Joint »ein Meer von Licht und Farben« sehen und dann einen »Trip« dessen Ableben hervorrufen“.
Weigel schrieb zahlreiche weitere Schlagertexte, unter anderem für Marianne Rosenberg (Er ist nicht wie du), Bernd Clüver (Mike und sein Freund), Jürgen Drews (Barfuß durch den Sommer) und Peter Maffay. Für Juliane Werding textete er auch Ein morscher Baum trägt keine guten Früchte (1972) auf die Melodie von Eve of Destruction. Für die Gebrüder Blattschuss war er u. a. bei Kreuzberger Nächte als Produzent tätig. Er lebt in Berlin, wo er das Sinus Tonstudio und den Sinus Musikverlag betreibt.